# Prefettura di Sidi Bernoussi-Zenata
La prefettura di Sidi Bernoussi-Zenata è una prefettura d'arrondissement facente parte della prefettura di Casablanca, in Marocco.
Interamente nella città di Casablanca, comprende due arrondissement:
- Sidi Bernoussi
- Sidi Moumen